# Château-Renard
Château-Renard é uma comuna francesa na região administrativa do Centro, no departamento Loiret. Estende-se por uma área de 40,39 km². 
O nome anterior desta comuna era Châteaurenard, o mesmo nome de outra comuna em Bouches-du-Rhône. Apenas em 19 de novembro de 1998, o nome Château-Renard entrou oficialmente em vigor, eliminando o homônimo. 
Em 2010 a comuna tinha 2 188 habitantes (densidade: 54,2 hab./km²). Porém, em 2020, foram contabilizados 2.106 habitantes, reduzindo a densidade populacional para 52,2 hab/km². 